# اواکو

اواکو شهری در شهرستان بورومو در استان باله در بورکینافاسوی جنوبی است و جمعیت آن ۸۴۲ نفر است.